# Dolfi Trost
Dolfi Trost (n. 1916, Brăila – d. 1966, Chicago) a fost un teoretician, grafician și poet suprarealist român, inițiator al grafomaniei entoptice și inventator al „stilamanciilor” (ce apar în Poem în leopardă și Un ocean devorat de licheni urmat de Poemul regăsit de Virgil Teodorescu) și al "vaporizărilor" (ce apar în Un lup văzut printr-o lupă de Gherasim Luca). A făcut parte din grupul suprarealist român alături de Gellu Naum, Virgil Teodorescu, Gherasim Luca și Paul Păun.
Dolfi a emigrat în 1951 în Israel sub pretextul întregirii familiei, iar după un an a plecat la Paris.

## Grafomania entopică
Grafomania entopică este o modalitate de a desena folosind resursele subconștientului. Conform metodei, se folosește o foaie de hârtie albă pe care se desenează punctele în care hârtia pare să aibă impurități; se unesc punctele, rezultând desenul.  Cu rezonanțe dadaiste, metoda nu se bazează totuși pe hazard, cât pe automatismul psihic al omului.
Metoda este explicată și ilustrată (cu 9 exemple) în cartea Vision dans le cristal. Oniromancie obsessionelle. Et neuf graphomanies entopiques.

## Cărți publicate
- Vision dans le cristal. Oniromancie obsessionelle. Et neuf graphomanies entopiques. (Viziune în cristal. Oniromancie obsesională și 9 grafomanii entopice), Les Éditions de l’Oubli (Editura Uitării), București, 1945 (tiraj de 500 de exemplare numerotate, cu 9 ilustrații de autor)
- Le profil navigable, négation concrète de la peinture (Profilul navigabil. Negare concretă a picturii), Les Éditions de l’Oubli (Editura Uitării), Tipografia "Slova", București, 1945 (tiraj de 500 de exemplare numerotate, cu 14 ilustrații de autor)
- La connaissance des temps. Avec un frontispice et sept pantographies (Cunoașterea timpurilor. Cu un frontispiciu și șapte pantografii), Imprimeria Independentă, Colecția suprarealistă, București, 1946 (tiraj de 520 de exemplare dintre care 500 numerotate)
- Le plaisir de flotter, rêves et délires (Plăcerea plutirii, vise și delire), Imprimeria Socec, Colecția Infra-Noir, București, 1947 (tiraj de 500 de exemplare)
- Le même du même (Aceiași din aceiași), Imprimeria Socec, București, 1947 (tiraj de 500 de exemplare)
- Visible et invisible (Vizibil și invizibil), Éditions Arcanes, Paris, 1953
- Librement mécanique (Libertatea mecanică), Le Minotaure, Paris, 1955

Colaborări
- Diamantul conduce mâinile, Colecția suprarealistă, 1940 (manuscris, în colaborare cu Virgil Teodorescu și Paul Păun)
- Dialectique de la Dialectique. Message adresee au movement surréaliste international (Dialectica dialecticii. Mesaj adresat mișcării suprarealiste internaționale), scris împreună cu Gherasim Luca, Imprimeria Slova, Colecția suprarealistă, București, 1945 (tiraj de 534 de exemplare)
- Presentation de graphies colorées, de cubomanies et d'objets (Prezentare de grafii colorate, de cubomanii și de obiecte), scris împreună cu Gherasim Luca, Les Éditions de l’Oubli (Editura Uitării), București, 7-28 ianuarie 1945
- Les orgies des quanta. Trente-trois cubomanies non-oedipiennes (Orgiile cuantelor. Treizeci și trei de cubomanii non-oedipiene), scris împreună cu Gherasim Luca, Colecția suprarealistă, 1946.
- L'Infra-Noir (Infranegrul), manifest scris împreună cu Gellu Naum, Virgil Teodorescu, Gherasim Luca și Paul Păun, București, 1947
- Éloge de Malombra. Cerne de l'amour absolu (Elogiul Malombrei), manifest scris împreună cu Gellu Naum, Virgil Teodorescu, Gherasim Luca și Paul Păun, Colecția Infra-Noir, București, 1947

Împreună cu Gellu Naum, Virgil Teodorescu, Paul Păun și Gherasim Luca a scris poemul-manifest Le sable nocturne (Nisipul nocturn) inclus prima dată în culegerea Le Surréalisme en 1947 tipărită la Paris în 1947 și republicat în 1996 împreună cu traducerea în română în cadrul culegerii de proze scrise de Gellu Naum, Întrebătorul (Editura Eminescu, București).